# Libertad (Libertad)
Pour les articles homonymes, voir Libertad.
Libertad est l'une des trois paroisses civiles de la municipalité de Libertad dans l'État de Táchira au Venezuela. Sa capitale est  Capacho Viejo, chef-lieu de la municipalité.